# Liste der Grand-Prix-Teilnehmer der Formel 1
Die Liste der Grand-Prix-Teilnehmer der Formel 1 listet alle Teilnehmer von Grand-Prix-Rennen der Formel-1-Weltmeisterschaft (bis 1980: Automobil-Weltmeisterschaft) seit ihrer ersten Austragung in der Saison 1950 – nach Fahrern, Konstrukteuren und Motorenherstellern getrennt – auf, die mindestens bei 100 Grand Prix gestartet sind.
Dabei bezieht sich die angegebene Anzahl der Grand Prix auf alle Rennen, an denen der betreffende Fahrer oder Konstrukteur tatsächlich teilgenommen hat. Bei einem Ausfall z. B. in der Einführungsrunde (also vor dem eigentlichen Start des Rennens) wird dies nicht als Grand-Prix-Teilnahme gewertet. Als gestartet gilt jedoch, wer mindestens den ersten Startversuch des Rennens aufgenommen hat.

## Nach Fahrern
In der nachfolgenden Tabelle werden alle Fahrer aufgelistet, die mindestens 100 Grand-Prix-Starts absolviert haben. Außerdem sind für die aktuelle Saison gemeldete Fahrer grundsätzlich aufgelistet, auch wenn sie noch keine 100 GP-Starts vorweisen können. Alle in der Formel-1-Weltmeisterschaft 2025 gemeldeten Fahrer sind grau hervorgehoben.
Eine vollständige Auflistung aller Grand-Prix-Rennfahrer befindet sich unter Liste der Formel-1-Rennfahrer.

Fahrer mit den meisten Grand-Prix-Starts
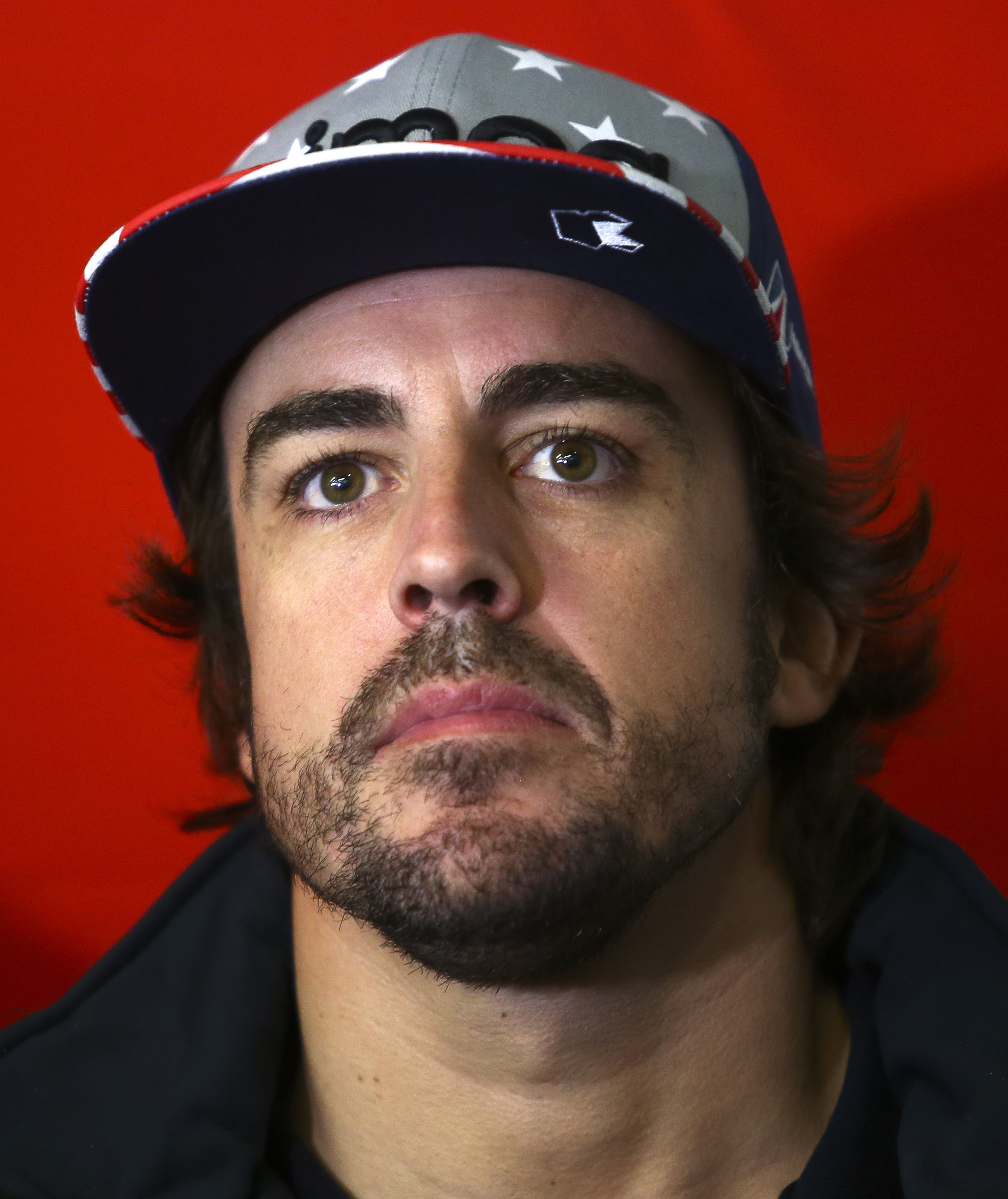
1. Fernando Alonso
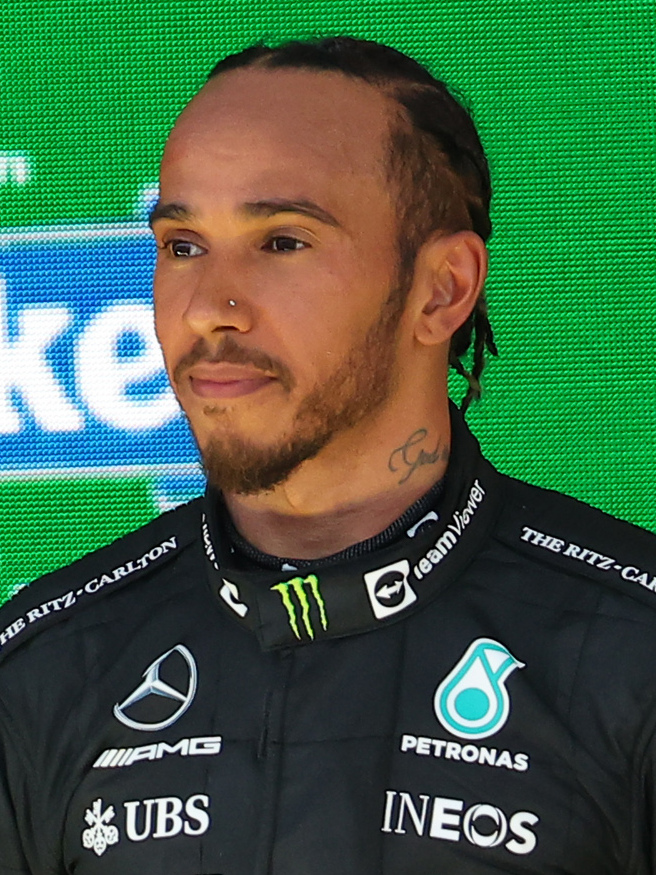
2. Lewis Hamilton
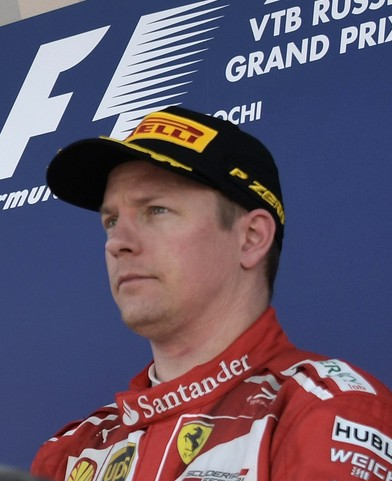
3. Kimi Räikkönen

Datenstand: Großer Preis von Kanada 2025
| Platz | Fahrer                    | Nation                 | Geb.     | Starts | von  | bis  | Rennen je Konstrukteur | Konstrukteur 2025 |
| ----- | ------------------------- | ---------------------- | -------- | ------ | ---- | ---- | --- | ----------------- |
| 01    | Fernando Alonso★★         | Spanien                | 1981     | 411    | 2001 | 2025 | Renault/Alpine (149), Ferrari (96), McLaren (94), Aston Martin (56), Minardi (16)                                                  | Aston Martin      |
| 02    | Lewis Hamilton★★★★★★★     | Vereinigtes Konigreich | 1985     | 366    | 2007 | 2025 | Mercedes (246), McLaren (110), Ferrari (10)                                                                                        | Ferrari           |
| 03    | Kimi Räikkönen★           | Finnland               | 1979     | 349    | 2001 | 2021 | Ferrari (151), McLaren (87), Sauber (74), Lotus (37)                                                                               |                   |
| 04    | Rubens Barrichello        | Brasilien              | 1972     | 323    | 1993 | 2011 | Ferrari (102), Jordan (64), Honda (53), Stewart (49), Williams (38), Brawn (17)                                                    |                   |
| 05    | Michael Schumacher★★★★★★★ | Deutschland            | 1969     | 307    | 1991 | 2012 | Ferrari (180), Benetton (68), Mercedes (58), Jordan (1)                                                                            |                   |
| 06    | Jenson Button★            | Vereinigtes Konigreich | 1980     | 306    | 2000 | 2017 | McLaren (136), Honda (53), BAR (49), Benetton, Brawn, Renault, Williams (je 17)                                                    |                   |
| 07    | Sebastian Vettel★★★★      | Deutschland            | 1987     | 299    | 2007 | 2022 | Ferrari (118), Red Bull (113), Aston Martin (42), Toro Rosso (25), BMW (1)                                                         |                   |
| 08    | Sergio Pérez              | Mexiko                 | 1990     | 281    | 2011 | 2024 | Force India, Red Bull (je 90), Racing Point (45), Sauber (37), McLaren (19)                                                        |                   |
| 09    | Felipe Massa              | Brasilien              | 1981     | 269    | 2002 | 2017 | Ferrari (139), Williams (78), Sauber (52)                                                                                          |                   |
| 10    | Daniel Ricciardo          | Australien             | 1989     | 257    | 2011 | 2024 | Red Bull (100), Toro Rosso/AlphaTauri/Racing Bulls (64), McLaren (44), Renault (38), HRT (11)                                      |                   |
| 11    | Riccardo Patrese          | Italien                | 1954     | 256    | 1977 | 1993 | Williams (81), Brabham (61), Arrows (57), Alfa Romeo (32), Benetton (16), Shadow (9)                                               |                   |
| 12    | Jarno Trulli              | Italien                | 1974     | 252    | 1997 | 2011 | Toyota (90), Renault (48), Prost (38), Lotus (36), Jordan (34), Minardi (6)                                                        |                   |
| 13    | Valtteri Bottas           | Finnland               | 1989     | 246    | 2013 | 2024 | Mercedes (101), Williams (77), Sauber (70)                                                                                         |                   |
| 0     | David Coulthard           | Vereinigtes Konigreich | 1971     | 246    | 1994 | 2008 | McLaren (150), Red Bull (71), Williams (25)                                                                                        |                   |
| 15    | Nico Hülkenberg           | Deutschland            | 1987     | 237    | 2010 | 2025 | Force India (78), Renault (62), Haas (46), Sauber (28), Williams (19), Racing Point/Aston Martin (4)                               | Sauber            |
| 16    | Giancarlo Fisichella      | Italien                | 1973     | 229    | 1996 | 2009 | Benetton (66), Renault (53), Jordan (49), Force India (30), Sauber (18), Minardi (8), Ferrari (5)                                  |                   |
| 17    | Max Verstappen★★★★        | Niederlande            | 1997     | 219    | 2015 | 2025 | Red Bull (196), Toro Rosso (23) | Red Bull          |
| 18    | Carlos Sainz jr.          | Spanien                | 1994     | 216    | 2015 | 2025 | Ferrari (88), Toro Rosso (56), McLaren (36), Renault (26), Williams (10)                                                           | Williams          |
| 19    | Mark Webber               | Australien             | 1976     | 215    | 2002 | 2013 | Red Bull (129), Williams (36), Jaguar (34), Minardi (16)                                                                           |                   |
| 20    | Gerhard Berger            | Osterreich             | 1959     | 210    | 1984 | 1997 | Ferrari (96), McLaren (48), Benetton (46), Arrows (16), ATS (4)                                                                    |                   |
| 21    | Andrea de Cesaris         | Italien                | 1959 (†) | 208    | 1980 | 1994 | Alfa Romeo, Tyrrell (je 32), Dallara (30), Ligier (27), Jordan (17), Brabham, Rial (je 16), Minardi (15), McLaren (14), Sauber (9) |                   |
| 22    | Nico Rosberg★             | Deutschland            | 1985     | 206    | 2006 | 2016 | Mercedes (136), Williams (70) |                   |
| 23    | Nelson Piquet★★★          | Brasilien              | 1952     | 204    | 1978 | 1991 | Brabham (106), Benetton (32), Lotus, Williams (je 31), McLaren (3), Ensign (1)                                                     |                   |
| 24    | Jean Alesi                | Frankreich             | 1964     | 201    | 1989 | 2001 | Ferrari (79), Benetton (33), Sauber (32), Prost (29), Tyrrell (23), Jordan (5)                                                     |                   |
| 25    | Alain Prost★★★★           | Frankreich             | 1955     | 199    | 1980 | 1993 | McLaren (107), Renault (46), Ferrari (30), Williams (16)                                                                           |                   |
| 26    | Michele Alboreto          | Italien                | 1956 (†) | 194    | 1981 | 1994 | Ferrari (80), Tyrrell (46), Arrows/Footwork (38), Minardi (16), Lola (14)                                                          |                   |
| 27    | Nigel Mansell★            | Vereinigtes Konigreich | 1953     | 187    | 1980 | 1995 | Williams (95), Lotus (59), Ferrari (31), McLaren (2)                                                                               |                   |
| 28    | Kevin Magnussen           | Danemark               | 1992     | 185    | 2014 | 2024 | Haas (145), Renault (21), McLaren (19)                                                                                             |                   |
| 29    | Nick Heidfeld             | Deutschland            | 1977     | 183    | 2000 | 2011 | BMW (70), Sauber (55), Jordan (18), Prost (16), Williams (13), Renault (11)                                                        |                   |
| 30    | Ralf Schumacher           | Deutschland            | 1975     | 180    | 1997 | 2007 | Williams (94), Toyota (53), Jordan (33)                                                                                            |                   |
| 31    | Romain Grosjean           | Frankreich             | 1986     | 179    | 2009 | 2020 | Haas (96), Lotus (76), Renault (7)                                                                                                 |                   |
| 32    | Jacques Laffite           | Frankreich             | 1943     | 176    | 1974 | 1986 | Ligier (132), Williams (44) |                   |
| 0     | Graham Hill★★             | Vereinigtes Konigreich | 1929 (†) | 176    | 1958 | 1975 | B.R.M. (64), Lotus (60) , Hill (29), Brabham (23)                                                                                  |                   |
| 34    | Lance Stroll              | Kanada                 | 1998     | 175    | 2017 | 2025 | Racing Point/Aston Martin (134), Williams (41)                                                                                     | Aston Martin      |
| 35    | Niki Lauda★★★             | Osterreich             | 1949 (†) | 171    | 1971 | 1985 | McLaren (58), Ferrari (57), Brabham (29), B.R.M. (14), March (13)                                                                  |                   |
| 36    | Esteban Ocon              | Frankreich             | 1996     | 166    | 2016 | 2025 | Renault/Alpine (106), Force India (32), Racing Point, Manor (je 9), Haas (10)                                                      | Haas              |
| 37    | Pierre Gasly              | Frankreich             | 1996     | 163    | 2017 | 2025 | Toro Rosso/AlphaTauri (96), Alpine (55) Red Bull (12)                                                                              | Alpine            |
| 0     | Thierry Boutsen           | Belgien                | 1957     | 163    | 1983 | 1993 | Arrows (57), Benetton, Ligier, Williams (je 32), Jordan (10)                                                                       |                   |
| 0     | Jacques Villeneuve★       | Kanada                 | 1971     | 163    | 1996 | 2006 | BAR (81), Williams (49), Sauber (18), BMW (12), Renault (3)                                                                        |                   |
| 40    | Mika Häkkinen★★           | Finnland               | 1968     | 161    | 1991 | 2001 | McLaren (131), Lotus (30) |                   |
| 0     | Johnny Herbert            | Vereinigtes Konigreich | 1964     | 161    | 1989 | 2000 | Lotus (54), Sauber (49), Benetton (24), Jaguar (17), Stewart (15), Ligier, Tyrrell (je 1)                                          |                   |
| 0     | Ayrton Senna★★★           | Brasilien              | 1960 (†) | 161    | 1984 | 1994 | McLaren (96), Lotus (48), Toleman (14), Williams (3)                                                                               |                   |
| 43    | Martin Brundle            | Vereinigtes Konigreich | 1959     | 158    | 1984 | 1996 | Tyrrell (38), Brabham (28), Ligier (27), Benetton, Jordan, McLaren, Zakspeed (je 16), Williams (1)                                 |                   |
| 0     | Olivier Panis             | Frankreich             | 1966     | 158    | 1994 | 2004 | Ligier (49), Prost (42), BAR (34), Toyota (33)                                                                                     |                   |
| 45    | Charles Leclerc           | Monaco                 | 1997     | 157    | 2018 | 2025 | Ferrari (136), Sauber (21) | Ferrari           |
| 46    | Heinz-Harald Frentzen     | Deutschland            | 1967     | 156    | 1994 | 2003 | Sauber (64), Jordan (43), Williams (33), Arrows (11), Prost (5)                                                                    |                   |
| 47    | John Watson               | Vereinigtes Konigreich | 1946     | 152    | 1973 | 1985 | McLaren (73), Brabham (50), Penske (17), Surtees (12)                                                                              |                   |
| 48    | René Arnoux               | Frankreich             | 1948     | 149    | 1978 | 1989 | Renault (58), Ligier (53), Ferrari (32), Martini (4), Surtees (2)                                                                  |                   |
| 49    | Eddie Irvine              | Vereinigtes Konigreich | 1965     | 146    | 1993 | 2002 | Ferrari (65), Jaguar (50), Jordan (31)                                                                                             |                   |
| 0     | Carlos Reutemann          | Argentinien            | 1942 (†) | 146    | 1972 | 1982 | Brabham (66), Ferrari (34), Williams (31), Lotus (15)                                                                              |                   |
| 0     | Derek Warwick             | Vereinigtes Konigreich | 1954     | 146    | 1981 | 1993 | Arrows/Footwork (63), Renault (31), Toleman (26), Lotus (16), Brabham (10)                                                         |                   |
| 52    | Emerson Fittipaldi★★      | Brasilien              | 1946     | 144    | 1970 | 1980 | Fittipaldi (74), Lotus (42), McLaren (28)                                                                                          |                   |
| 53    | Lando Norris              | Vereinigtes Konigreich | 1999     | 138    | 2019 | 2025 | McLaren (alle) | McLaren           |
| 0     | George Russell            | Vereinigtes Konigreich | 1998     | 138    | 2019 | 2025 | Mercedes (79), Williams (59), | Mercedes          |
| 55    | Jean-Pierre Jarier        | Frankreich             | 1946     | 135    | 1971 | 1983 | Shadow (44), Tyrrell (27), Osella (20), Ligier (18), March (11), Penske (10), ATS (3), Lotus (2)                                   |                   |
| 56    | Eddie Cheever             | Vereinigte Staaten     | 1958     | 132    | 1978 | 1989 | Arrows (46), Alfa Romeo (31), Renault (15), Ligier, Tyrrell (je 14), Osella (10), Hesketh, Lola (je 1)                             |                   |
| 0     | Clay Regazzoni            | Schweiz                | 1939 (†) | 132    | 1970 | 1980 | Ferrari (73), Ensign (19), Williams (15), B.R.M. (14), Shadow (11)                                                                 |                   |
| 58    | Mario Andretti★           | Vereinigte Staaten     | 1940     | 128    | 1968 | 1982 | Lotus (79), Parnelli (16), Alfa Romeo (15), Ferrari (12), March (5), Williams (1)                                                  |                   |
| 0     | Adrian Sutil              | Deutschland            | 1983     | 128    | 2007 | 2014 | Force India (92), Sauber (19), Spyker (17)                                                                                         |                   |
| 60    | Jack Brabham★★★           | Australien             | 1926 (†) | 125    | 1955 | 1970 | Brabham (80), Cooper (38) , Lotus (6), Maserati (1)                                                                                |                   |
| 0     | Ronnie Peterson           | Schweden               | 1944 (†) | 123    | 1970 | 1978 | Lotus (59), March (47), Tyrrell (17)                                                                                               |                   |
| 62    | Pierluigi Martini         | Italien                | 1961     | 119    | 1985 | 1995 | Minardi (103), Dallara (16) |                   |
| 63    | Jacky Ickx                | Belgien                | 1945     | 116    | 1967 | 1979 | Ferrari (55), Lotus (24), Brabham (11), Ensign, Ligier (je 8), Williams (5), Cooper, Matra (je 2) , McLaren (1)                    |                   |
| 0     | Alan Jones★               | Australien             | 1946     | 116    | 1975 | 1986 | Williams (60), Lola (19), Shadow, Surtees (je 14), Hesketh, Hill (je 4), Arrows (1)                                                |                   |
| 65    | Damon Hill★               | Vereinigtes Konigreich | 1960     | 115    | 1992 | 1999 | Williams (65), Jordan (32), Arrows (16), Brabham (2)                                                                               |                   |
| 0     | Keke Rosberg★             | Finnland               | 1948     | 114    | 1978 | 1986 | Williams (62), Fittipaldi (20), McLaren (16), Wolf (10), ATS (5), Theodore (1)                                                     |                   |
| 0     | Patrick Tambay            | Frankreich             | 1949 (†) | 114    | 1977 | 1986 | Renault (30), McLaren (28), Ferrari (21), Lola (14), Ligier (8), Ensign (7), Theodore (6)                                          |                   |
| 0     | Alexander Albon           | Thailand               | 1996     | 114    | 2019 | 2025 | Williams (76), Red Bull (26), Toro Rosso (12)                                                                                      | Williams          |
| 69    | Denis Hulme★              | Neuseeland             | 1936 (†) | 112    | 1965 | 1974 | McLaren (86), Brabham (26) |                   |
| 0     | Jody Scheckter★           | Sudafrika 1961         | 1950     | 112    | 1972 | 1980 | Tyrrell (45), Wolf (33), Ferrari (28), McLaren (6)                                                                                 |                   |
| 71    | Heikki Kovalainen         | Finnland               | 1981     | 111    | 2007 | 2013 | Caterham/Lotus Racing (57), McLaren (35), Renault (17), Lotus F1 (2)                                                               |                   |
| 0     | John Surtees★             | Vereinigtes Konigreich | 1934 (†) | 111    | 1960 | 1972 | Ferrari (30), Honda (21), Surtees (19), Cooper (15), B.R.M., Lola (je 9), Lotus, McLaren (je 4)                                    |                   |
| 73    | Daniil Kwjat              | Russland               | 1994     | 110    | 2014 | 2020 | Toro Rosso/AlphaTauri (89), Red Bull (21)                                                                                          |                   |
| 0     | Mika Salo                 | Finnland               | 1966     | 110    | 1994 | 2002 | Tyrrell (50), Toyota (17), Arrows, Sauber (je 16), Ferrari (6), BAR (3), Lotus (2)                                                 |                   |
| 75    | Philippe Alliot           | Frankreich             | 1954     | 109    | 1984 | 1994 | Lola (46), RAM (26), Ligier (21), Larrousse (15), McLaren (1)                                                                      |                   |
| 76    | Elio de Angelis           | Italien                | 1958 (†) | 108    | 1979 | 1986 | Lotus (90), Shadow (14), Brabham (4)                                                                                               |                   |
| 77    | Jos Verstappen            | Niederlande            | 1972     | 107    | 1994 | 2003 | Arrows (50), Tyrrell (17), Minardi (16), Benetton (10), Stewart (9), Simtek (5)                                                    |                   |
| 78    | Jochen Mass               | Deutschland            | 1946 (†) | 105    | 1973 | 1982 | McLaren (49), Arrows (24), Surtees (13), ATS (10), March (9)                                                                       |                   |
| 0     | Pedro de la Rosa          | Spanien                | 1971     | 105    | 1999 | 2012 | Arrows (33), Jaguar (30), HRT (19), Sauber (14), McLaren (9)                                                                       |                   |
| 80    | Joakim Bonnier            | Schweden               | 1930 (†) | 104    | 1956 | 1971 | Cooper (27), Brabham (20), B.R.M. (17), Porsche (15), Maserati (12), McLaren (10), Lotus (2), Honda (1)                            |                   |
| 81    | Bruce McLaren             | Neuseeland             | 1937 (†) | 100    | 1958 | 1970 | Cooper (64) , McLaren (36) |                   |
| 0     | Yuki Tsunoda              | Japan                  | 2000     | 97     | 2021 | 2025 | AlphaTauri/Racing Bulls (89), Red Bull (8)                                                                                         | Red Bull          |
| 0     | Oscar Piastri             | Australien             | 2001     | 56     | 2023 | 2025 | McLaren (alle) | McLaren           |
| 0     | Liam Lawson               | Neuseeland             | 2002     | 21     | 2023 | 2025 | AlphaTauri/Racing Bulls (19), Red Bull (2)                                                                                         | Racing Bulls      |
| 0     | Oliver Bearman            | Vereinigtes Konigreich | 2005     | 13     | 2024 | 2025 | Haas (12), Ferrari (1) | Haas              |
| 0     | Andrea Kimi Antonelli     | Italien                | 2006     | 10     | 2025 | 2025 | Mercedes (alle) | Mercedes          |
| 0     | Gabriel Bortoleto         | Brasilien              | 2004     | 10     | 2025 | 2025 | Sauber (alle) | Sauber            |
| 0     | Isack Hadjar              | Frankreich             | 2004     | 9      | 2025 | 2025 | Racing Bulls (alle) | Racing Bulls      |
| 0     | Jack Doohan               | Australien             | 2003     | 7      | 2025 | 2025 | Alpine (alle) | Alpine            |

★ = Anzahl der Weltmeistertitel
1. 1 2 3 4  Beim Deutschland-GP wurden in den Jahren 1957–1958, 1966–1967 und 1969 Starter mit Formel-2-Autos zugelassen, um das Feld auf der langen Nürburgring-Nordschleife aufzufüllen. Die Fahrer waren nicht punktberechtigt, wurden aber im offiziellen Rennergebnis geführt. Ein Start von Bruce McLaren mit Cooper-Chassis 1958 und Graham Hill mit Lotus 1958; je zwei Starts von Jack Brabham mit Cooper 1957/1958 und Jacky Ickx mit Matra-Chassis 1966/1967.

## Nach Konstrukteuren

Konstrukteur mit den meisten GP-Starts: Ferrari

In der nachfolgenden Tabelle werden alle Konstrukteure aufgelistet, die mindestens 100 Grand-Prix-Starts absolviert haben. Außerdem sind für die aktuelle Saison eingeschriebene Konstrukteure grundsätzlich aufgelistet, auch wenn sie noch keine 100 GP-Starts vorweisen können. Alle in der Formel-1-Weltmeisterschaft 2025 gemeldeten Konstrukteure sind grau hervorgehoben. Ehemalige Weltmeister sind mit Sternchen gekennzeichnet.
Anmerkung: Die Liste führt den Kurznamen des Konstrukteurs auf. In Klammern sind gegebenenfalls mögliche Alternativbezeichnungen genannt, unter denen der Konstrukteur in Teilzeiträumen antrat oder bekannt war. Die Nation steht für das Land, mit dessen Lizenz der Konstrukteur antritt. Das muss nicht identisch sein mit dem Land, in dem der Konstrukteur seinen operativen Sitz hat.
Eine vollständige Auflistung aller Konstrukteure der Formel-1-Geschichte befindet sich unter Liste der Formel-1-Konstrukteure.
Datenstand: Großer Preis von Kanada 2025
| Platz | Konstrukteur                           | Nation                 | Starts | von  | bis  | Fahrer mit den meisten Rennen                                                                                   |
| ----- | -------------------------------------- | ---------------------- | ------ | ---- | ---- | --- |
| 01    | Ferrari★                               | Italien                | 1108   | 1950 | 2025 | Michael Schumacher (180), Kimi Räikkönen (151), Felipe Massa (139)                                              |
| 02    | McLaren★                               | Vereinigtes Konigreich | 0980   | 1966 | 2025 | David Coulthard (150), Lando Norris (138), Jenson Button (136)                                                  |
| 03    | Williams★                              | Vereinigtes Konigreich | 0836   | 1977 | 2025 | Nigel Mansell (95), Ralf Schumacher (94), Riccardo Patrese (81)                                                 |
| 04    | Sauber (Alfa Romeo)                    | Schweiz                | 0530   | 1993 | 2025 | Marcus Ericsson (81), Kimi Räikkönen (74), Valtteri Bottas, Zhou Ghanyu (je 66)                                 |
| 05    | Lotus★ (Team Lotus)                    | Vereinigtes Konigreich | 0491   | 1958 | 1994 | Elio de Angelis (90), Mario Andretti (79), Jim Clark (72)                                                       |
| 06    | Renault★ (Alpine)                      | Frankreich             | 0461   | 1977 | 2025 | Fernando Alonso (149), Esteban Ocon (105), Nico Hülkenberg (62)                                                 |
| 07    | Tyrrell★                               | Vereinigtes Konigreich | 0430   | 1970 | 1998 | Patrick Depailler (80), Mika Salo (50), Michele Alboreto (46)                                                   |
| 08    | Red Bull★                              | Osterreich             | 0403   | 2005 | 2025 | Max Verstappen (196), Mark Webber (129), Sebastian Vettel (113)                                                 |
| 09    | Brabham★                               | Vereinigtes Konigreich | 0394   | 1962 | 1992 | Nelson Piquet (106), Jack Brabham (80), Carlos Reutemann (66)                                                   |
| 10    | Toro Rosso (Alpha Tauri, Racing Bulls) | Italien                | 0385   | 2006 | 2025 | Pierre Gasly (96), Yuki Tsunoda (89), Daniil Kwjat (89)                                                         |
| 11    | Arrows (Footwork)                      | Vereinigtes Konigreich | 0382   | 1978 | 2002 | Derek Warwick (63), Thierry Boutsen, Riccardo Patrese (je 57)                                                   |
| 12    | Minardi                                | Italien                | 0340   | 1985 | 2005 | Pierluigi Martini (103), Marc Gené (33), Gianni Morbidelli (32)                                                 |
| 13    | Mercedes★                              | Deutschland            | 0327   | 1954 | 2025 | Lewis Hamilton (246), Nico Rosberg (136), Valtteri Bottas (101)                                                 |
| 14    | Ligier                                 | Frankreich             | 0326   | 1976 | 1996 | Jacques Laffite (132), René Arnoux (53), Olivier Panis (49)                                                     |
| 15    | Benetton★                              | Italien                | 0260   | 1986 | 2001 | Michael Schumacher (68), Giancarlo Fisichella (66), Alexander Wurz (52)                                         |
| 16    | Jordan                                 | Vereinigtes Konigreich | 0250   | 1991 | 2005 | Rubens Barrichello (64), Giancarlo Fisichella (49), Heinz-Harald Frentzen (43)                                  |
| 17    | March (Leyton House)                   | Vereinigtes Konigreich | 0205   | 1970 | 1992 | Ivan Capelli (74), Maurício Gugelmin (58), Ronnie Peterson (47)                                                 |
| 18    | Force India                            | Indien                 | 0203   | 2008 | 2018 | Adrian Sutil (92), Sergio Pérez (90), Nico Hülkenberg (79)                                                      |
| 19    | Haas                                   | Vereinigte Staaten     | 0200   | 2016 | 2025 | Kevin Magnussen (145), Romain Grosjean (96), Nico Hülkenberg (44)                                               |
| 20    | B.R.M.★ (British Racing Motors)        | Vereinigtes Konigreich | 0197   | 1951 | 1977 | Graham Hill (64), Jean-Pierre Beltoise (40), Pedro Rodríguez (33)                                               |
| 21    | Lola                                   | Vereinigtes Konigreich | 0148   | 1962 | 1997 | Philippe Alliot (46), Éric Bernard (31), Aguri Suzuki (28)                                                      |
| 22    | Aston Martin F1 (Racing Point)         | Vereinigtes Konigreich | 0147   | 2018 | 2025 | Lance Stroll (134), Fernando Alonso (56), Sergio Pérez (45)                                                     |
| 23    | Toyota                                 | Japan                  | 0139   | 2002 | 2009 | Jarno Trulli (90), Ralf Schumacher (53), Olivier Panis (33)                                                     |
| 24    | Manor (Virgin, Marussia)               | Vereinigtes Konigreich | 0132   | 2010 | 2016 | Timo Glock (55), Max Chilton (35), Jules Bianchi (34)                                                           |
| 25    | Osella                                 | Italien                | 0131   | 1980 | 1990 | Piercarlo Ghinzani (47), Jean-Pierre Jarier (20), Nicola Larini (18)                                            |
| 26    | Cooper★                                | Vereinigtes Konigreich | 0128   | 1950 | 1969 | Bruce McLaren (62), Jack Brabham (36), Jochen Rindt (28)                                                        |
| 27    | Surtees                                | Vereinigtes Konigreich | 0118   | 1970 | 1978 | Vittorio Brambilla (29), Mike Hailwood (27), Carlos Pace (22)                                                   |
| 28    | BAR (British American Racing)          | Vereinigtes Konigreich | 0117   | 1999 | 2005 | Jacques Villeneuve (81), Jenson Button (49), Olivier Panis, Takuma Satō (je 34)                                 |
| 29    | Lotus F1                               | Vereinigtes Konigreich | 0115   | 2010 | 2015 | Romain Grosjean (76), Witali Petrow (38), Pastor Maldonado, Kimi Räikkönen (je 37)                              |
| 30    | Alfa Romeo                             | Italien                | 0110   | 1950 | 1985 | Bruno Giacomelli (49), Andrea de Cesaris, Riccardo Patrese (je 32)                                              |
| 31    | Shadow                                 | Vereinigtes Konigreich | 0104   | 1973 | 1980 | Jean-Pierre Jarier (44), Tom Pryce (41), Elio de Angelis, Alan Jones, Jackie Oliver, Hans-Joachim Stuck (je 14) |
| 32    | Copersucar (Fittipaldi)                | Brasilien              | 0103   | 1975 | 1982 | Emerson Fittipaldi (74), Keke Rosberg (20), Chico Serra (14)                                                    |

unterstrichen = in der Saison 2025 für den Konstrukteur aktive Fahrer

## Nach Motorenherstellern

Motorenhersteller mit den meisten GP-Starts: Ferrari

In der nachfolgenden Tabelle werden alle Motorenhersteller aufgelistet, von denen angetriebene Fahrzeuge bei mindestens 100 Grand-Prix-Rennen gestartet sind. Außerdem sind für die aktuelle Saison eingeschriebene Motorenhersteller grundsätzlich aufgelistet, auch wenn sie noch keine 100 GP-Starts vorweisen können. Alle in der Formel-1-Weltmeisterschaft 2025 engagierten Motorenhersteller sind grau hervorgehoben.
Die Spalte „Motor“ führt den Kurznamen des Herstellers auf. In Klammern sind gegebenenfalls mögliche Alternativbezeichnungen genannt, unter denen der Hersteller in Teilzeiträumen Motoren lieferte oder bekannt war und die für diese Statistik berücksichtigt wurden.
Anmerkung: Alle großen Motorenhersteller wie Ferrari, Mercedes, Ford oder Renault lieferten in der Vergangenheit eigene Triebwerke auch unter Sponsoringnamen oder sonstigen abweichenden Markennamen. Die Anzahl der Starts bezieht sich grundsätzlich auf die unter eigenem Namen gelieferten Motoren sowie die in Klammern genannten Alternativen. In den allermeisten Fällen traten zu den Rennen ohnehin auch die Originalfabrikate an, weswegen dies auf die Anzahl der Starts wenig Auswirkung hat – bspw. belieferte Renault 2016–2018 neben seinem Werksteam parallel unter dem Branding TAG Heuer auch Red Bull. In diesem Beispiel zählen dagegen die als Mecachrome weiterentwickelten und eingesetzten Renault-Motoren in der Saison 1998 nicht zur Renault-Statistik. Renault selbst belieferte in dieser Saison auch keine weiteren Teams.
Datenstand: Großer Preis von Kanada 2025
| Platz | Motor                            | Nation                 | Starts | von  | bis  | Fahrer mit den meisten Rennen                                             |
| ----- | -------------------------------- | ---------------------- | ------ | ---- | ---- | ------------------------------------------------------------------------- |
| 01    | Ferrari                          | Italien                | 1110   | 1950 | 2025 | Kimi Räikkönen (209), Michael Schumacher (180), Charles Leclerc (157)     |
| 02    | Renault (TAG Heuer)              | Frankreich             | 0757   | 1977 | 2025 | Fernando Alonso (170), Mark Webber (129), Sebastian Vettel (113)          |
| 03    | Mercedes                         | Deutschland            | 0597   | 1954 | 2025 | Lewis Hamilton (356), Lance Stroll (175), Valtteri Bottas (159)           |
| 04    | Ford (Ford-Cosworth)             | Vereinigte Staaten     | 0523   | 1967 | 2004 | Emerson Fittipaldi (143), Jean-Pierre Jarier (129), Ronnie Peterson (122) |
| 05    | Honda                            | Japan                  | 0481   | 1964 | 2021 | Jenson Button (142), Ayrton Senna (96), Takuma Sato (90)                  |
| 06    | BMW                              | Deutschland            | 0270   | 1952 | 2009 | Nick Heidfeld (83), Ralf Schumacher (78), Juan Pablo Montoya (68)         |
| 07    | Alfa Romeo                       | Italien                | 0215   | 1950 | 1987 | Bruno Giacomelli (49), Piercarlo Ghinzani (43), John Watson (33)          |
| 08    | Cosworth                         | Vereinigtes Konigreich | 0199   | 2000 | 2013 | Timo Glock (55), Mark Webber (52), Pedro de la Rosa, Eddie Irvine (je 49) |
| 09    | B.R.M.                           | Vereinigtes Konigreich | 0189   | 1951 | 1977 | Graham Hill (58), Jo Siffert (42), Jean-Pierre Beltoise (40)              |
| 10    | Petronas                         | Malaysia               | 0151   | 1997 | 2005 | Felipe Massa (52), Nick Heidfeld (50), Johnny Herbert (33)                |
| 11    | Mugen-Honda                      | Japan                  | 0147   | 1992 | 2000 | Olivier Panis (43), Aguri Suzuki (35), Heinz-Harald Frentzen (33)         |
| 12    | Hart                             | Vereinigtes Konigreich | 0145   | 1981 | 1997 | Rubens Barrichello (31), Derek Warwick, Philippe Alliot (je 26)           |
| 13    | Toyota                           | Japan                  | 0140   | 2002 | 2009 | Jarno Trulli (90), Ralf Schumacher (53), Nico Rosberg (52)                |
| 14    | Matra                            | Frankreich             | 0125   | 1968 | 1982 | Jacques Laffite (79), Jean-Pierre Beltoise (30), Chris Amon (21)          |
| 15    | Yamaha                           | Japan                  | 0116   | 2005 | 2025 | Ukyo Katayama (64), Mika Salo (33), Mark Blundell (30)                    |
| 16    | Peugeot                          | Frankreich             | 0115   | 1994 | 2000 | Rubens Barrichello (33), Olivier Panis, Martin Brundle (je 32)            |
| 17    | Maserati                         | Italien                | 0108   | 1950 | 1969 | Jo Bonnier (28), Harry Schell (21), Jean Behra (20)                       |
| 18    | TAG Porsche (TAG Turbo, Porsche) | Deutschland            | 0103   | 1958 | 1991 | Alain Prost (64), Niki Lauda (34), Carel Godin de Beaufort (24)           |
| 19    | RBPT (Honda RBPT)                | Vereinigtes Konigreich | 078    | 2022 | 2025 | Yuki Tsunoda, Max Verstappen (je 78), Sergio Perez (68)                   |

unterstrichen = in der Saison 2025 für den Hersteller aktive Fahrer
1. ↑  Renault belieferte das Red-Bull-Team 2016–2018 unter dem Branding TAG Heuer mit Motoren. Die Mecachrome und Supertec-Einsätze 1997/1998 werden nicht gezählt, da es sich um weiterentwickelte, privat eingesetzte Renault-Motoren handelte.
2. ↑  Produktionsstandort anfangs in Stuttgart, nach dem Wiedereinstieg ab 1993 bei Ilmor Engineering, die zuvor auch als eigenständiger Motorenlieferant auftraten. Bis 2005 übernahm Mercedes das Unternehmen vollständig (heute Mercedes AMG HPP).
3. 1 2  Ford ließ zwischen 1967 und 2004 seine F1-Triebwerke hauptsächlich beim britischen Motorenhersteller Cosworth bauen. Die meisten Einsätze erfolgten als Ford-Cosworth, teils auch direkt als Ford. 2005/2006 sowie 2010–2013 trat Cosworth auch unter eigenem Namen im Grand-Prix-Sport an. Diese Starts gehen nicht in die Ford-Statistik ein. Dafür noch insgesamt 7 Starts von Ford vor 1963–1966 ohne Beteiligung von Cosworth.
4. ↑  Von Ferrari entwickelte und gefertigte Motoren als Petronas eingesetzt. Bei allen Starts waren auch Ferrari-Motoren im Einsatz.
5. ↑  Mugen (heute M-TEC) ist ein japanisches Tuningunternehmen für Honda-Fahrzeuge und lieferte zwischen 1992 und 2000 Formel-1-Motoren auf Basis von Honda-Triebwerken an verschiedene Teams.
6. ↑  Zwischen 1983 und 1987 baute Porsche im Auftrag der TAG Group SA Motoren und lieferte diese an McLaren, das Triebwerk hieß offiziell TAG Turbo. Zudem von 1958 bis 1964 sowie 1991 als Porsche selbst engagiert.
7. ↑  2022 zunächst als RBPT angetreten mit dem übernommenen Motor von Honda. Seit 2023 als Honda RBPT gebrandet und eingesetzt.